# Terry O'Quinn
Terry O'Quinn est un acteur américain d'origine irlandaise, né le 15 juillet 1952 à Sault Sainte-Marie (Michigan).
C'est un acteur qui est surtout connu pour avoir incarné John Locke dans la série télévisée Lost (2004-2010).

## Biographie

### Jeunesse et formation
Il suit des études à l'Université de Central Michigan puis à l'Université de l'Iowa.
Avant de commencer à tourner dans des films au début des années 1980, il a entre autres été garde du corps ou boxeur.
À ses débuts, il utilise son nom complet, Terrance Quinn, puis il change son nom de scène en Terry O'Quinn, en référence à ses origines irlandaises et pour ne pas être confondu avec un autre acteur portant le même nom que lui.

### Carrière
En 1980, il fait sa première apparition au cinéma dans le film La Porte du paradis (Heaven's Gate) de Michael Cimino.
En 1987 et 1989, il se fait connaître avec son rôle dans les deux films à succès Le Beau-père 1 et 2 (The Stepfather 1 et 2) où il incarne un tueur en série.
En 1994, il joue dans l'épisode The Bribe de la série télévisée Les Contes de la crypte.
De 1995 à 2002, il joue dans la série JAG. Il fait aussi trois apparitions dans la série X-Files : Aux frontières du réel de Chris Carter, dans les épisodes Aubrey de la saison 2 et Ne faites confiance à personne de la saison 9 ainsi que dans le film, chaque fois interprétant un rôle différent.
En 1996, il tourne de nouveau pour Chris Carter, lorsque celui-ci lui donne le rôle de Peter Watts dans la série Millennium.
En 2000, ils se retrouvent une dernière fois pour la série Harsh Realm.
À partir de 2002, il endosse le rôle récurrent de Kendall, le sous-directeur du FBI dans Alias, créée par J. J. Abrams.
En 2004, le créateur de cette série le contacte pour jouer dans la série Lost, où il interprète John Locke.
En 2005, il est nommé pour le Primetime Emmy Award du meilleur acteur dans un second rôle dans une série télévisée dramatique pour son interprétation de John Locke, récompense qu'il remportera en 2007.
En mai 2009, certaines rumeurs mentionnent un projet de parc d'attractions aux environs de Baltimore sur le thème de la série Lost : Les Disparus. Terry O'Quinn aurait été pressenti pour en incarner la mascotte, ainsi que pour prêter ses traits aux John Locke robotisés surgissant de la jungle dans l'attraction baptisée « Black Smoke ».[réf. nécessaire]
En février 2021, il a été annoncé que Terry O'Quinn jouerait le rôle de Martin Queller dans la série à suspense, Netflix Pieces of Her, adaptée du roman de Karin Slaughter du même nom (en).
En octobre 2023, pendant la Comic Con de New York, il rejoint pour jouer dans la série spin off basée de l'univers dérivé de The Walking Dead dans The Walking Dead: The Ones Who Lives, créée par Scott M. Gimple (en), en interprétant l'antagoniste principal Major Général Beale dirigeant de la CRM (Civic Republic Military) mentionnées pour la première fois dans The Walking Dead: World Beyond.

### Vie privée
En 1979, il épouse Lori Binkley. De cette union, ils ont eu deux fils, Hunter et Oliver. Ils se sont séparés en 2010 et ont divorcé en 2012.
Depuis 2012, Terry O'Quinn vit avec son amie de longue date, Kate Baldwin.[réf. nécessaire]

## Filmographie

### Cinéma
- 1980 : La Porte du paradis (Heaven's Gate) de Michael Cimino
- 1983 : L'Esprit d'équipe (All The Right Moves) de Michael Chapman : Freman Smith
- 1983 : Avis de recherche (Without a Trace) de Stanley R. Jaffe
- 1984 : Mrs. Soffel de Gillian Armstrong
- 1985 : Peur bleue (Silver Bullet) de Daniel Attias
- 1987 : Le Beau-père (The Stepfather) de Joseph Ruben : Jerry Blake
- 1987 : La Veuve noire de Bob Rafelson
- 1988 : Young Guns
- 1989 : Vengeance aveugle de Phillip Noyce
- 1989 : Le Beau-père 2 (Stepfather II) de Jeff Burr : Jerry Blake
- 1991 : Les Aventures de Rocketeer (The Rocketeer) de Joe Johnston : Howard Hughes
- 1991 : Company Business de Nicholas Meyer : le colonel Pierce Grissom alias « Donald »
- 1992 : Le Feu sur la glace de Paul Michael Glaser
- 1993 : Amityville : Darkforce
- 1993 : Tombstone de George Cosmatos
- 1996 : Peur primale de Gregory Hoblit
- 1997 : Haute Trahison (Shadow Conspiracy) de George Cosmatos
- 1998 : The X-Files, le film (The X-Files : Fight the Future) de Rob S. Bowman : Darius Michaud
- 2001 : American Outlaws (Hors-la-loi américains au Québec) de Les Mayfield
- 2002 : Hometown Legend : Buster Schuler
- 2003 : Retour à la fac (Old School) : Goldberg
- 2024 : Unsung Hero de Richard L. Ramsey et Joel Smallbone : James

### Télévision
- 1984 : Deux Flics à Miami (Miami Vice) - Saison 1, épisode 11 : Si peu qu'on prenne
- 1985 : La Cinquième Dimension, (Saison 1, épisode 2c : Rencontre du cinquième type) (série télévisée)
- 1985 : Les Enquêtes de Remington Steele (Remington Steele) (série télévisée saison 4 épisode 8)
- 1987 : Clair de lune - (Moonlighting) (série télévisée)
- 1990 : Perry Mason (série télévisée), 1 épisode
- 1990 : La loi est la loi (série télévisée)
- 1990 : Kaléidoscope (téléfilm)
- 1991 : The Last to Go de John Erman (téléfilm) : Daniel
- 1992 : La Loi de Los Angeles (série télé)
- 1994 : Un cœur pour vivre (Heart of a Child) de Sandor Stern (téléfilm)
- 1994 : Star Trek : La Nouvelle Génération (série télévisée) : Amiral Eric Pressman (Saison 7, épisode 12)
- 1994 : Dangereuse rencontre (Don't Talk to Strangers) (téléfilm) : Robert Bonner
- 1994 : Mortel Rendez-vous (A Friend to Die For) (téléfilm) : Ed Saxe
- 1994 : Matlock (série télévisée)
- 1994 : Les Contes de la Crypte (série télévisée)
- 1995 - 2002 : JAG : capitaine puis rear admiral Thomas Boone (10 épisodes)
- 1995 : X-Files : Aux frontières du réel : (épisode : Aubrey) Lt. Brian Tillman
- 1995 : Le Client (en) (série télévisée)
- 1995 : Homicide (série télévisée)
- 1995 : Primal Fear (Peur primale) de Gregory Hoblit
- 1996 : Diagnostic : Meurtre (série télévisée)
- 1996-1999 : MillenniuM (série télévisée), Peter Watts
- 1997 : Meurtre en eau trouble de Mary Lambert (téléfilm)
- 1999 : Harsh Realm (série télévisée), Général Omar Santiago
- 2000 : Classé X (Rated X) d'Emilio Estevez : J.R. Mitchell (téléfilm)
- 2001 : Roswell : Carl, chef de la sécurité d'une usine de produits chimiques (saison 3 Épisode 2)
- 2002 : X-Files : Shadow Man (saison 9, épisode 6)
- 2002 : First Monday : le shérif Cal Richard (saison 1, épisode 11)
- 2002 - 2004 : Alias : le sous-directeur du FBI Kendall (18 épisodes)
- 2003 : The Locket : Casey Keddington (téléfilm)
- 2003 : Phénomènes II (Phenomenon II) : agent du service secret (téléfilm)
- 2003 - 2004 : À la Maison-Blanche (The West Wing) : le général Nicholas Alexander (7 épisodes)
- 2004 : NCIS : Enquêtes spéciales (NCIS) : Colonel Will Ryan (saison 1, épisode 15)
- 2004 : New York, section criminelle (Law & Order: Criminal Intent) : Gordon Buchanan (saison 3, épisode 14)
- 2004 - 2010 : Lost : Les Disparus : John Locke (120 épisodes)
- 2007 : Masters of Science Fiction : Albert Skynner (saison 1, épisode 2)
- 2011-2018 : Hawaii 5-0 (Hawaii Five-O) : Joe White (18 épisodes)
- 2011 : Mon fils a disparu (Taken from Me: The Tiffany Rubin Story) : Mark Miller (téléfilm)
- 2012-2013 : 666 Park Avenue : Gavin Doran (13 épisodes)
- 2012-2013 : Falling Skies : Pr Arthur Manchester (saison 2, épisodes 9 et 10 et saison 3, épisode 1)
- 2013 : La Menace du volcan (Ring of Fire) : Oliver Booth (2 épisodes)
- 2014 : Gang Related : Sam Chapel (13 épisodes)
- 2014 : Phinéas et Ferb : professeur Mistery (saison 4, épisode 13 - animation)
- 2015 : Full Circle : Jimmy Parerra (saison 2, 6 épisodes)
- 2015-2017 : Patriot : Tom Tavner (18 épisodes)
- 2016 : Secrets and Lies : John Warne (10 épisodes)
- 2017 : Blacklist : Howard Hargrave (saison 4, épisode 13)
- 2017 : Blacklist: Redemption : Howard Hargrave (7 épisodes)
- 2018 : Castle Rock : Dale Lacy (4 épisodes)
- 2019 : Emergence : Richard Kindred (5 épisodes)
- 2019 : Perpetual Grace, LTD (en) : Texas Ranger Wesley Walker (10 épisodes)
- depuis 2020 : Most Wanted Criminals (FBI: Most Wanted) : Byron LaCroix (9 épisodes - en cours)
- depuis 2021 : Resident Alien: Peter Bach (6 épisodes - en cours)
- 2021 : Ultra City Smiths : le capitaine Krieger (6 épisodes, animation)
- 2022 : Son vrai visage (Pieces of Her) : Martin Queller (6 épisodes)
- 2024 : The Walking Dead: The Ones Who Live : Major Général Beale (3 épisodes)

## Distinctions

### Récompenses
- 31e cérémonie des Saturn Awards 2005 : Meilleur acteur dans un second rôle dans une série télévisée dramatique pour Lost : Les Disparus (Lost) (2004-2010) pour le rôle de John Locke.
- 12e cérémonie des Screen Actors Guild Awards 2006 : Meilleure distribution pour une série dramatique pour Lost : Les Disparus (Lost) (2004-2010) partagé avec Adewale Akinnuoye-Agbaje, Naveen Andrews, Emilie de Ravin, Matthew Fox, Jorge Garcia, Maggie Grace, Josh Holloway, Malcolm David Kelley, Daniel Dae Kim, Yunjin Kim, Evangeline Lilly, Dominic Monaghan, Harold Perrineau, Michelle Rodriguez, Ian Somerhalder et Cynthia Watros…

### Nominations
- 1988 : Film Independent Spirit Awards du meilleur acteur principal dans un thriller pour Le Beau-père (The Stepfather) (1987).
- 1988 : National Society of Film Critics Awards du meilleur acteur dans un thriller pour Le Beau-père (The Stepfather) (1987).
- 15e cérémonie des Saturn Awards 1988 : Meilleur acteur dans un thriller pour Le Beau-père (The Stepfather) (1987).
- Primetime Emmy Awards 2005 : Meilleur acteur dans un second rôle dans une série télévisée dramatique pour Lost : Les Disparus (2004-2010) pour le rôle de John Locke.
- 32e cérémonie des Saturn Awards 2006 : Meilleur acteur dans un second rôle dans une série télévisée dramatique pour Lost : Les Disparus (2004-2010) pour le rôle de John Locke.
- 34e cérémonie des Saturn Awards 2008 : Meilleur acteur dans un second rôle dans une série télévisée dramatique pour Lost : Les Disparus (2004-2010) pour le rôle de John Locke.
- Festival de télévision de Monte-Carlo 2007 : Nomination au Prix de la  Nymphes d'or du meilleur acteur dans un second rôle dans une série télévisée dramatique pour Lost : Les Disparus (2004-2010) pour le rôle de John Locke.
- Primetime Emmy Awards 2007 : Meilleur acteur dans un second rôle dans une série télévisée dramatique pour Lost : Les Disparus (2004-2010) pour le rôle de John Locke.
- Festival de télévision de Monte-Carlo 2009 : Nomination au Prix de la  Nymphes d'or du meilleur acteur dans un second rôle dans une série télévisée dramatique pour Lost : Les Disparus (2004-2010) pour le rôle de John Locke.
- Festival de télévision de Monte-Carlo 2010 : Nomination au Prix de la  Nymphes d'or du meilleur acteur dans un second rôle dans une série télévisée dramatique pour Lost : Les Disparus (2004-2010) pour le rôle de John Locke.
- 62e cérémonie des Primetime Emmy Awards 2010 : Meilleur acteur dans un second rôle dans une série télévisée dramatique pour Lost : Les Disparus (2004-2010) pour le rôle de John Locke.
- Festival de télévision de Monte-Carlo 2011 : Nomination au Prix de la  Nymphes d'or du meilleur acteur dans un second rôle dans une série télévisée dramatique pour Lost : Les Disparus (2004-2010) pour le rôle de John Locke.
- 37e cérémonie des Saturn Awards 2011 : Meilleur acteur dans un second rôle dans une série télévisée dramatique pour Lost : Les Disparus (2004-2010) pour le rôle de John Locke.
- 39e cérémonie des Saturn Awards 2013 : Meilleure guest-star dans une série télévisée dans une série télévisée de science-fiction pour Falling Skies (2012-2013).

## Voix francophones
En version française, Terry O'Quinn est dans un premier temps doublé par Pierre Londiche dans L'Esprit d'équipe, Daniel Gall dans Peur bleue, Joël Martineau dans La Veuve noire, Jean-Pierre Dorat dans Young Guns, Roland Ménard dans Les Aventures de Rocketeer, Claude Giraud dans Le Beau-père, Sady Rebbot dans Tombstone, Patrick Guillemin dans Mortel Rendez-vous, Jean-Luc Kayser dans Un cœur pour vivre, Jean-Michel Farcy dans The X-Files, le film, Pascal Renwick dans JAG et New York, section criminelle, Gilles Guillot dans Peur primale et Diagnostic : Meurtre  et Igor de Savitch dans Millennium. 
Entre 2002 et 2017, Terry O'Quinn est principalement doublé par Michel Le Royer à partir de la série Alias. Il le double notamment dans Lost : Les Disparus, Hawaii 5-0, Falling Skies ou encore Secrets and Lies.
Le doublant une première fois dans Harsh Realm, Hervé Jolly devient sa nouvelle voix régulière, le retrouvant dans les séries À la Maison-Blanche, Emergence, FBI: Most Wanted ou encore Son vrai visage. En parallèle, Guy Chapellier le double dans American Patriot, tout comme Michel Laroussi dans Castle Rock, Michel Voletti dans Resident Alien et Patrick Noérie dans The Walking Dead: The Ones Who Live.